# Sceloenopla testaceipennis
Sceloenopla testaceipennis es una especie de insecto coleóptero de la familia Chrysomelidae. Fue descrita científicamente en 1929 por Maurice Pic.